# Distrito Militar de Moscou
O Distrito Militar de Moscou (em russo: Моско́вский вое́нный о́круг; romaniz.: Moskovskiy voyennyy okrug) é um dos cinco distritos militares da Rússia, com jurisdição sobre os Distritos Federais Central e do Volga, abrangendo 19 subdivisões da Federação Russa. É responsável pela defesa da parte central da Rússia Europeia. Seu quartel-general está localizado em Moscou.
Trata-se de uma formação territorial operacional-estratégica das Forças Armadas da Federação Russa(anteriormente do Exército Imperial Russo, do Exército Vermelho de Operários e Camponeses e do Exército Soviético), ativo desde 2024 e anteriormente de 1864 até 2010, com sede na cidade de Moscou e presente na região central da Rússia. Em 1 de setembro de 2010, foi dissolvido e incorporado ao Distrito Militar Ocidental.
Em 26 de fevereiro de 2024, por decisão do presidente Vladimir Putin, o Distrito foi desmembrado do Distrito Militar Ocidental como unidade militar-administrativa separada da Rússia.

## História
Desde o final do século XVII e início do século XVIII, iniciou-se a construção de forças armadas regulares, e as divisões passaram a ser unidades territoriais militar-administrativas em tempos de paz já sob Pedro, o Grande. Essas divisões administravam as tropas localizadas em determinada região (ou país), atuando como órgãos locais de gestão das formações militares. Quando se partia em campanha, os regimentos saíam da composição da divisão e eram reunidos em destacamentos conforme a necessidade. Esses destacamentos compostos por três tipos de tropas também eram chamados de divisões durante a Guerra dos Sete Anos, mas sua composição era variável e instável.
Em 1757, as divisões adquiriram ainda mais importância como distritos administrativo-territoriais, sendo ao todo cinco: Moscou, Petersburgo, da Livônia, Ucrânia e de Novgorod. As divisões incluíam todas as tropas localizadas nessas regiões (ou países), com exceção das localizadas em Oremburgo e na Sibéria.
Sob Catarina II, havia oito divisões como unidades administrativo-territoriais: da Livônia, da Estônia, de Smolensk, de Sevsk, da Ucrânia, de Petersburgo, da Finlândia e de Moscou. Em 1779, eram 11, e ao final do reinado de Catarina II, 12. Sob Paulo, as divisões foram renomeadas como inspeções, mantendo os mesmos nomes (de São Petersburgo, de Moscou, da Livônia, de Smolensk, entre outros), e seu número foi ampliado para 14.

### Império Russo

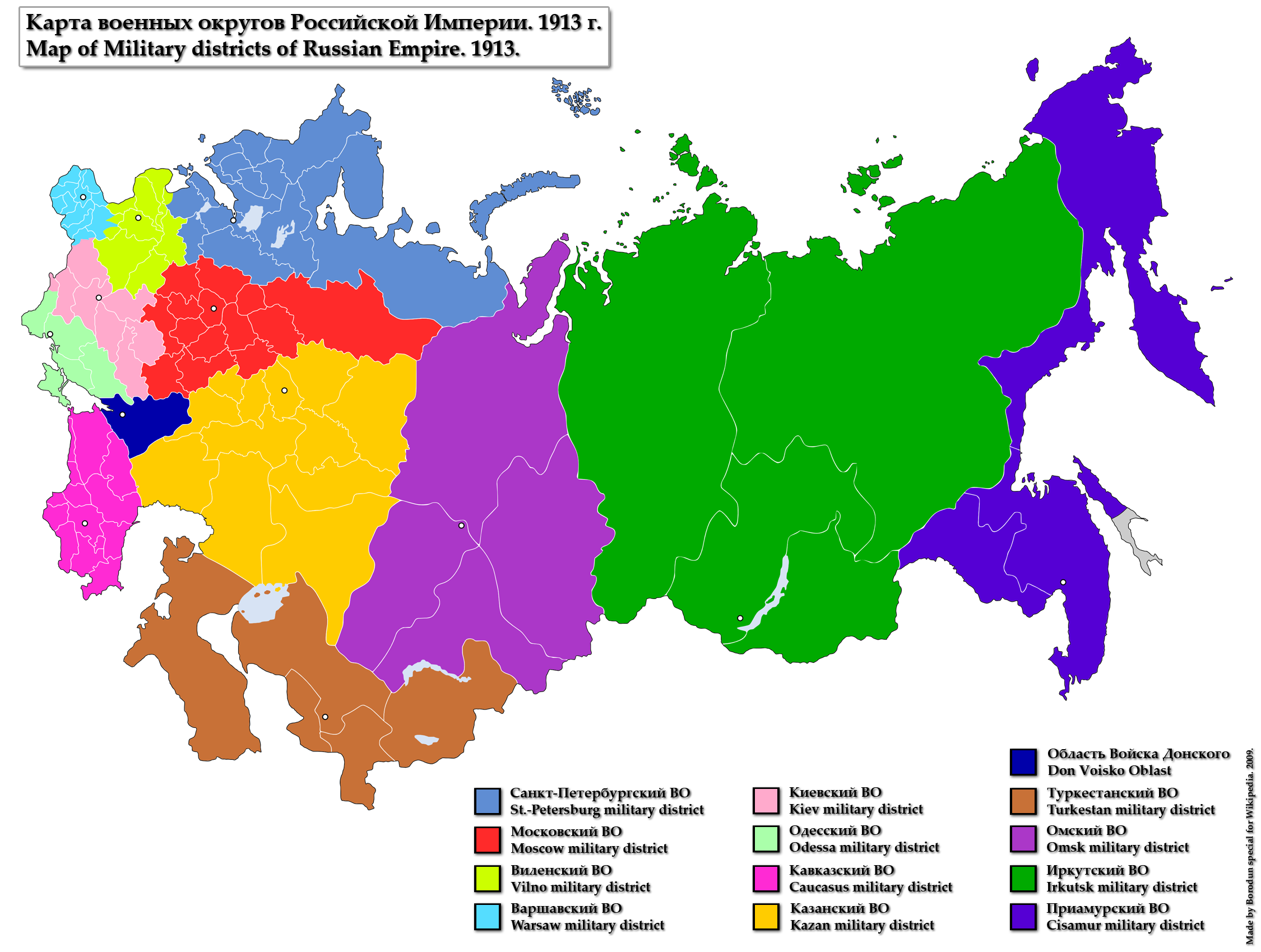
Distrito Militar de Moscou em 1913

Durante a reforma militar no Império Russo, foi criado em 18 (6 de agosto no calendário juliano) de agosto de 1864, no território de 12 províncias centrais, o Distrito Militar de Moscou. Fizeram parte do Distrito Militar de Moscou as seguintes províncias da Rússia: Moscou, Tver, Iaroslavl, Vologda, Kostroma, Vladimir, Nijni Novgorod, Smolensk, Kaluga, Tula, Riazã e Tambov. O distrito ocupava um território de mais de 1.138.000 quilômetros quadrados, equivalente ao território combinado da Inglaterra,
Durante a guerra russo-turca de 1877–1878, com a mobilização das 1.ª divisões de granadeiros, de cavalaria, 1.ª, 3.ª, 17.ª, 18.ª e 35.ª divisões de infantaria, cerca de 30 mil homens da reserva foram convocados e enviados para reforçar as unidades. Além disso, os batalhões de reserva e de guarnição convocaram até 54 mil soldados da reserva e até 30 mil integrantes da milícia estatal.
Em seu relatório de 1867, o comandante das tropas do distrito informou que “mais de 8 mil soldados, selecionados por sua saúde, aparência, moralidade e conhecimento do serviço, foram enviados à guarda imperial, às unidades de gendarmes, à polícia de Moscou, aos batalhões de linha da linha de Syr-Darya, às tropas do distrito de Oremburgo, da Sibéria Oriental e do Oblast do Turquestão”.

### Rússia Soviética e URSS

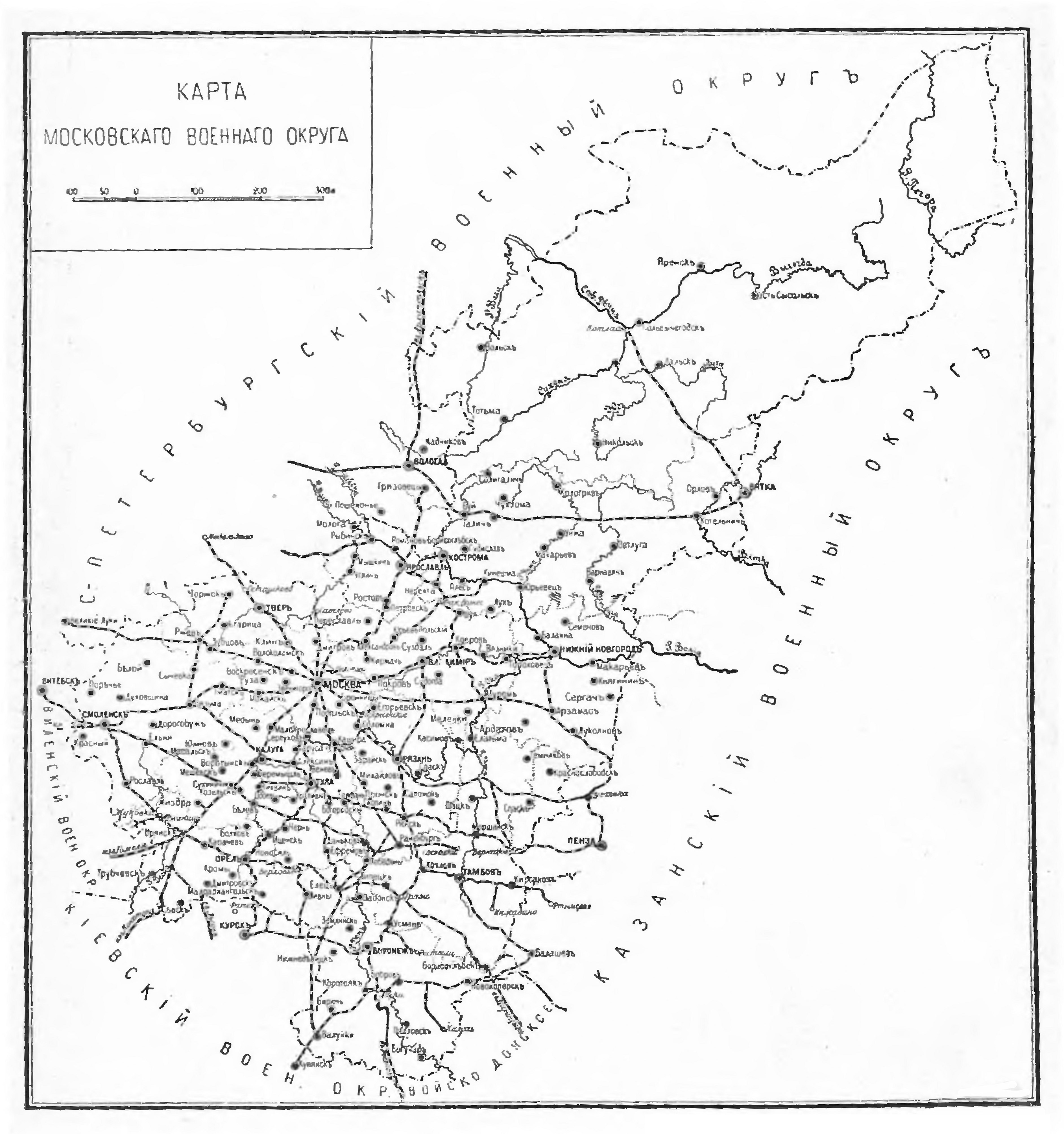
Mapa do "VES".
Distrito Militar de Moscou na época soviética

No período soviético, o Distrito Militar de Moscou foi criado por ordem do Conselho Militar Superior em 31 de março de 1918, aprovada por decreto do Comitê Executivo Central Pan-Russo em 4 de maio de 1918. Inicialmente incluía os territórios das províncias de Moscou, Riazã, Tula, Smolensk, Kaluga, Tambov, Vitebsk e Mogilev. Posteriormente, a área do distrito foi alterada diversas vezes. Em maio de 1918 foi criada a Força Aérea do Distrito Militar de Moscou.
Parece útil mencionar aqui o que era então o Distrito Militar de Moscou, no qual tivemos a honra de servir. Sem entrar no mérito da guarnição da capital, falarei apenas das formações militares nas províncias. O distrito abrangia 16 províncias. Em seu território estavam aquarteladas, em 1922, seis divisões de fuzileiros, duas brigadas de fuzileiros independentes, destacamentos de aviação, unidades blindadas, unidades independentes de artilharia, engenharia, comunicações, além de instituições especiais e diversos depósitos. Em 1923, foi acrescentada ao distrito a 1.ª Brigada de Cavalaria Especial Independente, e em 1924 — a 14.ª Divisão de Cavalaria de Maikop (posteriormente 10.ª). Essas formações faziam parte de corpos de exército. Quando, em 1923, foi adicionado ao distrito o 10.º Corpo de Fuzileiros sob o comando do herói da Revolução de Outubro e da guerra civil Pavel Dybenko, a subordinação anterior das formações não mudou imediatamente: no 3.º Corpo de Fuzileiros (comandado pelo experiente e combativo comandante militar Vladislav Grushetsky) estavam a 6.ª Divisão de Fuzileiros de Oriol, a 17.ª de Nijni Novgorod e a 19.ª de Voronej; no 2.º — a 14.ª de Moscou, a 18.ª de Yaroslavl e a 48.ª de Tver.— Aleksandr Vasilevsky, O sentido de toda uma vida
Com o início da Grande Guerra Patriótica, foi criado com base no comando do Distrito Militar de Moscou o comando de campo da Frente Sul, e o estado-maior do distrito passou a funcionar também como estado-maior da Linha de Defesa de Mojaisk.
A partir de 1 de dezembro de 1941, a composição territorial do Distrito Militar de Moscou incluía:
- os oblats de Moscou, Iaroslavl, Ivanovo, Gorky, Tula, Kirov, Riazã e os distritos orientais do Oblast de Kalinin; as repúblicas autônomas soviéticas socialistas da Udmúrtia, Tartaristão, Mari, Chuváchia e Mordóvia.[9]

Durante a guerra, no Distrito Militar de Moscou foram formados três comandos de frente, 23 comandos de exército e 11 comandos de corpo, além de 128 divisões, 197 brigadas e mais de 4.100 contingentes de reposição em marcha. O estado-maior do Distrito Militar de Moscou foi transferido de Moscou para Gorky por ordem do Comissariado do Povo para a Defesa nº 0444, de 26 de novembro de 1941. Em Moscou, conforme a ordem do comandante das tropas do distrito nº 0305, de 27 de novembro de 1941, permaneceu parte do aparato do estado-maior do distrito para dirigir os trabalhos de organização e apoio às tropas envolvidas na defesa de Moscou, bem como para manter a comunicação com os órgãos do Comissariado do Povo para a Defesa e do Estado-Maior Geral que permaneceram na capital.
Ordem de transferência do estado-maior do Distrito Militar de Moscou da cidade de Gorky para a cidade de Moscou nº 098, de 13 de fevereiro de 1942:

O estado-maior do Distrito Militar de Moscou deve ser transferido da cidade de Gorky para a cidade de Moscou a partir de 15 de fevereiro de 1942. Toda a correspondência endereçada ao estado-maior do Distrito Militar de Moscou deve ser enviada para Moscou, rua Osipenko, nº 53.
Vice-Comissário do Povo para a Defesa da URSS, comissário do exército de 1ª classe E. Shchadenko— Fundo 4, inventário 11, documento 69, folha 282. Original.
No período pós-guerra, foram desmembrados do Distrito Militar de Moscou os distritos militares de Smolensk (1945–1946), Gorky (1945–1947, 1949–1953) e Voronej (1945–1946, 1949–1960). Desde 1960, o território do distrito permaneceu inalterado.
Em 22 de fevereiro de 1968, pelo grande contributo ao fortalecimento do poderio de defesa do Estado e sua proteção armada, pelos êxitos na preparação combativa e política, e por ocasião do 50º aniversário do Exército Soviético e da Marinha, o Distrito Militar de Moscou foi condecorado com a Ordem de Lenin.

### Federação Russa

Distrito Militar de Moscou

Com base na diretriz do Ministro da Defesa nº D-012 de 17 de julho de 2010, o estado-maior e os comandos do Distrito Militar de Moscou foram dissolvidos em 1 de setembro de 2010. Isso foi formalizado juridicamente apenas retroativamente em 20 de setembro de 2010, por meio do Decreto nº 1144 do Presidente da Federação Russa, que estabeleceu uma nova divisão militar-administrativa da Federação Russa. No âmbito dessa nova divisão, os distritos militares de Moscou e de Leningrado foram declarados extintos a partir de 1 de setembro daquele mesmo ano, sendo criado com base neles o Distrito Militar Ocidental, ao qual passaram a subordinar-se as frotas do Báltico e do Norte.
Em 26 de fevereiro de 2024, por decreto do Presidente da Federação Russa Vladimir Putin, o Distrito Militar de Moscou foi restabelecido.

## Composição, organização, deslocamento

### Na década de 1910
- Administração do Distrito Militar:[14]
  - conselho militar do distrito;[14]
  - estado-maior do distrito;[14]
  - administração distrital de artilharia;[14]
  - administração distrital de engenharia;[14]
  - administração distrital de intendência;[14]
  - administração distrital médico-militar.[14]
- Corpo de Granadeiros;[6]
- 5.º Corpo de Exército;[6]
- 13.º Corpo de Exército;[6]
- 17.º Corpo de Exército;[6]
- 25.º Corpo de Exército,[6] os corpos incluíam 166 batalhões, 49 esquadrões (sotnias) e 294 peças de artilharia de campanha;[6]
- todas as demais tropas, instituições militares e oficiais do distrito.

### Em 20 de outubro de 1939
- Efetivo: 7395 pessoas[15]
- Administração distrital da Força Aérea — quadro 2/904[15]

### No final da década de 1980
- Administração do comandante, estado-maior e 367.º batalhão independente de guarda e apoio (Moscou)
- 2.ª Divisão de Fuzileiros Motorizados da Ordem do Estandarte Vermelho de Guardas Taman, da Ordem de Suvorov, nomeada em homenagem a M. I. Kalinin (Kalininets)
- 4.ª Divisão de Tanques da Ordem de Lenin de Guardas Kantemirovskaya, da Ordem do Estandarte Vermelho, nomeada em homenagem a Iuri Vladimirovitch Andropov (Naro-Fominsk)
- 32.ª Divisão de Fuzileiros Motorizados da Ordem do Estandarte Vermelho de Guardas Taman, da Ordem de Suvorov [a](Kalinin)
- 106.ª Divisão Aerotransportada da Ordem do Estandarte Vermelho de Guardas, da Ordem de Kutuzov (Tula)
- 16.ª Divisão de Artilharia de Quadro [b](Kalinin)
- 17.ª Divisão de Artilharia de Quadro [c](Tambov)
- 149.ª Divisão de Fuzileiros Motorizados de Quadro [d](Klintsy)
- 196.ª Divisão de Fuzileiros Motorizados de Quadro (Kursk)
- 206.ª Divisão de Fuzileiros Motorizados de Quadro (Kalinin)
- 65.ª Divisão de Tanques de Reserva de Quadro (Riazã)
- 255.ª Divisão de Fuzileiros Motorizados de Reserva de Quadro (Kursk)
- 228.ª Divisão de Guardas da Retaguarda de Quadro (Moscou)
- 1.ª Brigada de Fuzileiros Independente de Guardas do Ministério da Defesa (Moscou)
- 154.º Regimento de Comando Independente (Lefortovo)
- 11.º Regimento de Cavalaria Independente (Alabino)
- 16.ª Brigada Independente de Forças Especiais (Chuchkovo)
- 27.ª Brigada de Fuzileiros Motorizados de Guardas Independente de Sevastopol, da Ordem do Estandarte Vermelho (Vidnoe)
- 95.ª Brigada de Mísseis (Shuya)
- 126.ª Brigada de Mísseis (Kobyakovo)
- 228.ª Brigada de Artilharia Pesada (Shuya) (45 unidades 2S7 "Pion")
- 235.ª Brigada de Artilharia de Canhões de Guardas (Skopin) Total: 24 unidades 2S5 "Giatsint", 24 D-20, 36 BM-21 "Grad", 6 1V18, 2 1V19, 1 PRP-3, 42 MT-LB
- 45.ª Brigada de Artilharia (Tambov)
- 167.ª Brigada de Artilharia de Canhões (Kalinin)
- 236.ª Brigada de Artilharia de Canhões (Tambov)
- 349.ª Brigada de Artilharia Antitanque (Skopin)
- 806.º Regimento de Artilharia de Foguetes (Skopin)
- 987.º Regimento de Reconhecimento de Artilharia (Skopin)
- 1.ª Brigada de Comunicações de Guardas de Sevastopol da Reserva do Alto Comando Supremo, da Ordem de Alexandre Nevsky e da Ordem da Estrela Vermelha (Khimki)
- 14.ª Brigada de Comunicações Independente da Reserva do Alto Comando Supremo (Podolsk)
- 111.ª Brigada de Comunicações Independente (Golitsyno)
- 112.ª Brigada de Comunicações da Retaguarda Independente (Egoryevsk)
- 53.ª Brigada de Radiotécnica OsNaz Independente (Kaluga)
- 2.ª Brigada de Defesa Química (Teikovo)
- 3.ª Brigada de Defesa Química (Kineshma)
- 26.ª Brigada de Defesa Química (Riazã)
- 27.ª Brigada de Defesa Química (Kursk)
- 17.ª Brigada de Engenharia Rodoviária (Kashira)
- 190.ª Brigada de Pontes e Balsas (Novozybkov)
- 15.ª Brigada de Comando Rodoviário (Reutov)
- 19.ª Brigada de Comando Rodoviário (Voronej)
- 63.ª Brigada de Apoio Logístico (Serpukhov)
- 90.º Regimento de Comunicações Independente (Kalinin)
- 1.º Regimento de Engenharia e Sapadores de Guardas Independente Königsberg-Gorodok, da Ordem do Estandarte Vermelho (Rostov)
- 7.º Regimento de Engenharia e Sapadores de Guardas (Beliov)
- 312.º Regimento Radiotécnico OsNaz Independente (Smolensk)
- 225.º Regimento de Guerra Eletrônica Independente (Novomoskovsk)
- 227.º Regimento de Guerra Eletrônica Independente (Kursk)
- 1384.º Batalhão de Guerra Eletrônica Independente (Kursk)
- 9.º Regimento de Alerta e Reconhecimento Independente (Bobrov)
- 79.º Batalhão de Engenharia de Camuflagem Independente (Noginsk)
- 86.º Batalhão de Pontes e Balsas Independente (Balakhna)
- 347.º Batalhão de Engenharia Aeródromo das Forças Terrestres Independente (Tula)
- 64.º Nó de Comunicações (Moscou)
- 297.ª Esquadrilha de Helicópteros Independente (Alabino)
- 6450.ª Base de Reparos e Recuperação (Kubinka)
- 6451.ª Base de Reparos e Recuperação (Naro-Fominsk)
- 467.º Centro Distrital de Treinamento de Guardas de Moscou-Tartus, da Ordem do Estandarte Vermelho, para Formação de Especialistas Subalternos [e](Vladimir)
- 468.º Centro Distrital de Treinamento [f](Mulino)[16]

13.º Corpo de Exército de Guardas
- Administração do Corpo, 785.ª Companhia Independente de Guarda e Apoio (Nijni Novgorod)
- Unidades e formações subordinadas ao corpo:
  - 60.ª Divisão de Tanques de Sevsko-Varsóvia, da Ordem do Estandarte Vermelho, da Ordem de Suvorov [g](Gorki)
  - 89.ª Divisão de Fuzileiros Motorizados de Quadro [h](Tambov)
  - 225.ª Divisão de Fuzileiros Motorizados de Quadro (Mulino)[17]

#### Tropas de Defesa Aérea
| No final da década de 1980, as tropas de defesa aérea eram representadas pelo Distrito de Defesa Aérea de Moscou: - 1.º Exército da Ordem do Estandarte Vermelho de Defesa Aérea de Destinação Especial - 86.ª Divisão de Defesa Aérea - 87.ª Divisão de Defesa Aérea - 88.ª Divisão de Defesa Aérea - 89.ª Divisão de Defesa Aérea - 2.º Corpo de Defesa Aérea - 3.º Corpo de Defesa Aérea - 7.º Corpo de Defesa Aérea - 16.º Corpo de Defesa Aérea E também pelas tropas de defesa antimíssil e de controle do espaço: - 3.º Exército Independente de Alerta Antecipado de Ataque com Mísseis de Destinação Especial - 9.º Corpo Independente de Defesa Antimíssil - 18.º Corpo Independente de Controle do Espaço Cósmico | Força Aérea - 9.ª Divisão de Aviação de Caça (KubinKa) - 32.º Regimento de Aviação de Caça de Guardas - 234.º Regimento de Aviação de Caça de Guardas - 47.º Regimento de Aviação de Reconhecimento de Guardas - 274.º Regimento de Aviação de Caça-Bombardeiro - Estado-maior do 37.º Exército Aéreo da Reserva do Comando Supremo (Moscou) - Estado-maior do 46.º Exército Aéreo da Reserva do Comando Supremo (Smolensk) - 8.ª Divisão de Aviação de Transporte Militar de Destinação Especial - 12.ª Divisão de Aviação de Transporte Militar da Ordem do Estandarte Vermelho de Mginsk Forças de Mísseis Estratégicos - Estado-maior do 50.º Exército de Mísseis (Smolensk) - 27.º Exército de Mísseis de Guardas (Vladimir) - 10.ª Divisão de Mísseis de Guardas - 28.ª Divisão de Mísseis de Guardas - 54.ª Divisão de Mísseis de Guardas |

### Na década de 1990

Distrito Militar de Moscou (em verde)

Com base no estado-maior do 13.º corpo de exército, foi formada até 1.º de março de 1991 a 22.ª Exército de Armas Combinadas de Guardas de Königsberg com o objetivo de alojar as unidades e formações retiradas da Europa Oriental.
Da Grupo de Forças Ocidental foi transferido para o distrito o estado-maior do 1.º Exército de Tanques de Guardas, reorganizado como exército de armas combinadas. O estado-maior do exército foi estabelecido em Smolensk. A partir de 1994, estava subordinada ao exército a 144.ª Divisão de Fuzileiros Motorizados (posteriormente reduzida à 4944.ª Base de Armazenamento de Equipamentos — BKhVT). O estado-maior do exército foi dissolvido em 1999.
Além disso, também foi transferido para o distrito, vindo da Grupo de Forças Ocidental, o estado-maior do 20.º Exército, cujo quartel-general foi estabelecido em Voronej e reorganizado como o 20.º Corpo de Exército da Ordem de Guardas, sendo novamente expandido em 1998 para formar o 20.º Exército de Armas Combinadas da Ordem de Guardas.
Para o território do distrito, a partir das extintas Grupo de Forças Ocidental, Grupo de Forças do Norte (SGV), Grupo de Forças Central (TsGV) e Grupo de Forças do Noroeste (SZGV), foram transferidas 8 divisões de armas combinadas, e do Distrito Militar de Odessa — as principais unidades da 98.ª Divisão Aerotransportada de Guardas, estabelecida em Ivanovo, foram retiradas do Distrito Militar de Odessa.
Em meados da década de 1990, as tropas do distrito incluíam as seguintes formações e unidades de armas combinadas:
- Centro de Treinamento Distrital de Guardas Moscovo-Tartu da Ordem do Estandarte Vermelho para Formação de Especialistas Subalternos (tropas de tanques) (Vladimir)
- 34.ª Divisão de Artilharia da Ordem da Estandarte Vermelha de Guardas Perekop da Ordem de Suvorov (Muli)
- 2.ª Divisão Motorizada de Guardas Tamanskaya da Ordem do Estandarte Vermelho da Ordem de Suvorov com o nome de Mikhail Kalinin (Kalininets)
- 27.ª Brigada Motorizada de Guardas Separada da Ordem do Estandarte Vermelho de Sebastopol (Mosrentguen)
- 6.ª Brigada Motorizada de Guardas Separada de Berlim da Ordem de Bogdan Khmelnitski (transferida de volta do GSVG para Kursk em 31 de agosto de 1994, em 1997 transformada em regimento e incluída na 10.ª Divisão de Tanques de Guardas)
- Diversas unidades subordinadas ao distrito
- 1.º Exército de Tanques de Guardas da Ordem do Estandarte Vermelho
  - Unidades e formações subordinadas ao exército
  - 4.ª Divisão de Tanques de Guardas Kantemírovskaya da Ordem de Lenin e da Ordem do Estandarte Vermelha com o nome de Iuri Andropov (Naro-Fominsk)
  - 10.ª Divisão de Tanques de Guardas Ural-Lviv da Ordem da Revolução de Outubro, da Ordem do Estandarte Vermelho, das Ordens de Suvorov e Kutuzov, voluntária, com o nome do Marechal da União Soviética Rodion Malinovski (Boguchar)
  - 144.ª Divisão Motorizada de Guardas Yelninskaya da Ordem do Estandarte Vermelha e da Ordem de Suvorov (Yelnia) (retirada do ZGV, transformada em base de armazenamento 4944 em 2004,[20] dissolvida em 2007)
  - 166.ª Brigada Motorizada de Guardas Separada Vítebsk-Novogárdia Duas Vezes da Ordem do Estandarte Vermelho (Tver) (transferida do GSVG, formada a partir da 6.ª Divisão Motorizada de Guardas; em 1996 transformada na 70.ª base de armazenamento, dissolvida em 1997)
- 22.º Exército de Guardas de Armas Combinadas de Königsberg
  - Unidades e formações subordinadas ao exército
  - 31.ª Divisão de Tanques Vístula da Ordem do Estandarte Vermelho, das Ordens de Suvorov e Kutuzov (distrito de Novy, Níjni Novgorod)
  - 47.ª Divisão de Tanques de Guardas Baixo-Dniepre da Ordem do Estandarte Vermelho e da Ordem de Bogdan Khmelnitski (Muli)
  - A partir de elementos da 31.ª e 47.ª divisões foi formada a 3.ª Divisão Motorizada, que passou a ser a base do exército; com o restante do material da 47.ª foi criada a 1174.ª base de armazenamento (Novosmolino), dissolvida em dezembro de 2005
  - 5347.ª base de armazenamento (Tambov), dissolvida em 1996
  - 5210.ª base de armazenamento de guardas (Tver)

A partir do Distrito Militar do Báltico, foi transferida para Solnechnogorsk a 107.ª Divisão Motorizada, transformada na 18.ª Brigada Motorizada, dissolvida em junho de 1998
Desde 1995, o distrito também passou a comandar o Grupo Operacional das Forças Russas na Transnístria
No fim dos anos 1990 e início dos 2000, o distrito passou por nova reestruturação, com muitas unidades sendo dissolvidas
O efetivo do distrito nesse período caiu de 150 mil para 74 300 soldados e oficiais.

### Na década de 2000

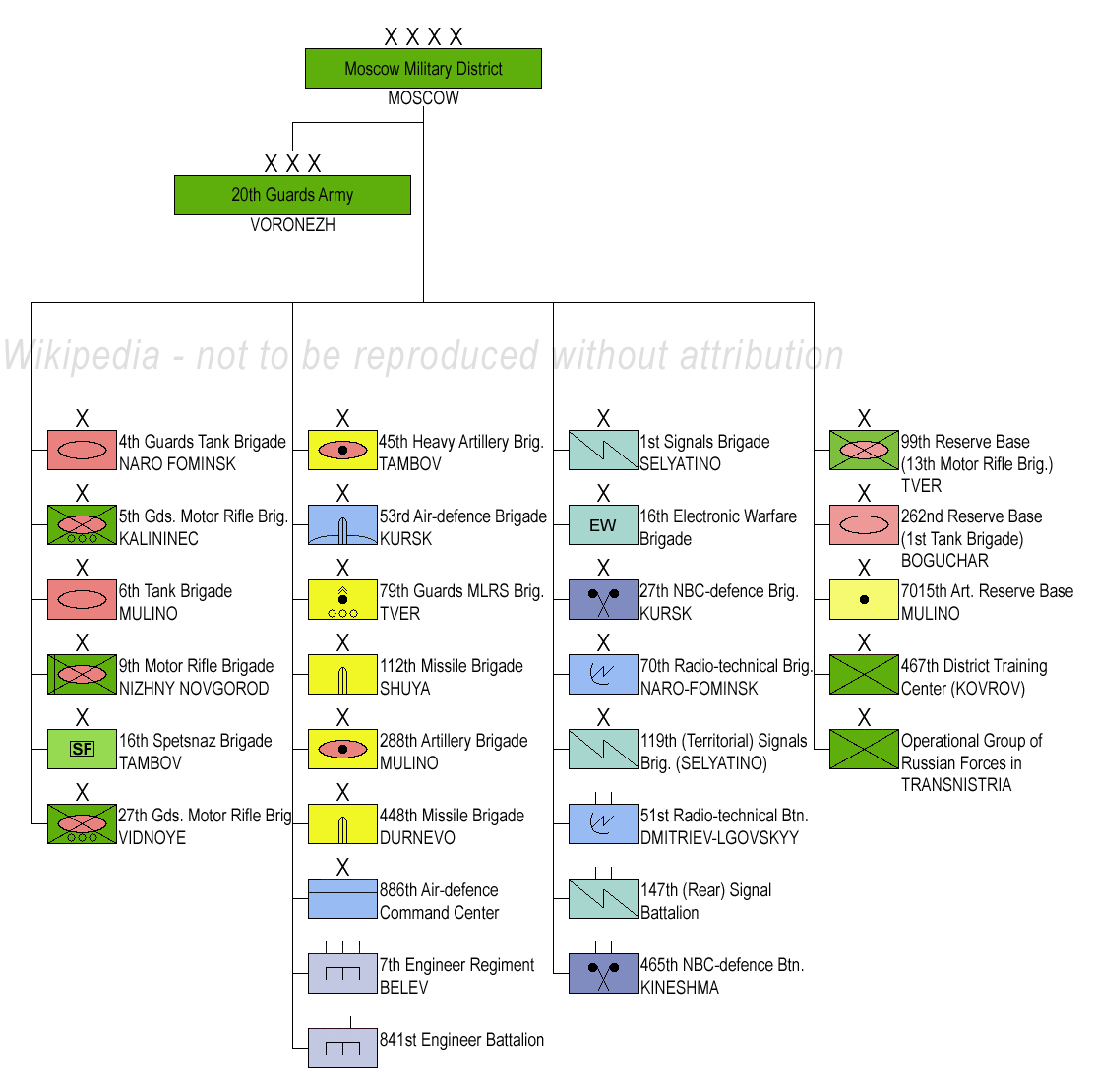
A estrutura do distrito (símbolos táticos da OTAN) antes da dissolução em 2010

Em 2000, o distrito abrangia os territórios dos oblasts de Belgorod, Briansk, Vladimir, Voronej, Ivanovo, Kaluga, Costroma, Kursk, Lipetsk, Moscou, Nijni Novgorod, Oriol, Riazã, Smolensk, Tambov, Tver, Tula, Iaroslavl e a cidade de Moscou.
Subordinavam-se ao comando do distrito dois exércitos de armas combinadas: o 20.º Exército de Guardas (4.ª Divisão de Tanques de Guardas e 10.ª Divisão de Tanques de Guardas) e o 22.º Exército de Guardas (2.ª Divisão Motorizada de Guardas e 3.ª Divisão Motorizada), a 34.ª Divisão de Artilharia, a 27.ª Brigada Motorizada de Guardas Separada, a 112.ª Brigada de Mísseis de Guardas, sete brigadas de artilharia e quatro brigadas de mísseis antiaéreos. Também era subordinado o Grupo Operacional das Forças Russas na Transnístria, com funções de manutenção da paz (desde 1995).
No território do distrito também estavam estacionados o 45.º Regimento de Forças Especiais de Guardas, a 16.ª Brigada de Forças Especiais de Guardas, a 98.ª e a 106.ª Divisões Aerotransportadas de Guardas, unidades do 27.º Exército de Mísseis de Guardas, unidades do 16.º Exército Aéreo e o Comando de Forças Especiais.

### Na década de 2010
Após a reforma militar de 2008–2009, estava estacionado no território do distrito o comando do 20.º Exército de Guardas. Fizeram parte do Distrito Militar de Moscou as 5.ª, 9.ª e 27.ª Brigadas Motorizadas, as 4.ª e 6.ª Brigadas de Tanques, as Brigadas de Mísseis 112.ª e 448.ª, as Brigadas de Artilharia 45.ª, 79.ª e 288.ª, as Brigadas de Mísseis Antiaéreos 53.ª e 202.ª, duas bases de manutenção e armazenamento de equipamento militar, além de várias unidades militares independentes.
Também estavam localizadas no território do distrito a 16.ª Brigada de Forças Especiais de Guardas, o 45.º Regimento de Forças Especiais de Guardas, as 98.ª e 106.ª Divisões Aerotransportadas de Guardas, unidades do 27.º Exército de Mísseis de Guardas, o Comando Operacional-Estratégico da Defesa Aeroespacial, e unidades do 1.º Comando da Força Aérea e Defesa Antiaérea.
O efetivo das formações do distrito (incluindo unidades das tropas aerotransportadas) era superior a 86 200 militares.

## Comando

### Comandantes das tropas do distrito
- 10 de agosto de 1864 – 17 de abril de 1879 — General de Infantaria Aleksandr von Gildenstubbe
- 17 de abril de 1879 – 30 de agosto de 1888 — Ajudante-general, General de Cavalaria Pontus Brevern-de Lagardi
- agosto de 1888 – maio de 1896 — Ajudante-general, General de Artilharia Apostol Kostanda
- maio de 1896 – 4 de fevereiro de 1905 — Ajudante-general, Tenente-general, Grão-duque Sérgio Alexandrovitch
- O grão-duque Sérgio Alexandrovitch foi comandante supremo das tropas do Distrito de Moscou de 1 de janeiro a 4 de fevereiro de 1905. O príncipe Féliques Iussúpov foi chefe principal do distrito de 5 de maio a 19 de junho de 1915.
- fevereiro de 1905 – janeiro de 1906 — General de Infantaria Nikolai Malakhov
- 15 de janeiro de 1906 – 17 de março de 1909 — Tenente-general Sergei Hershelman
- 17 de março de 1909 – 19 de julho de 1914 — General de Cavalaria Pavel Pleve
- julho de 1914 – maio de 1915 — General de Infantaria Aleksandr Sandetski
- 5 de maio de 1915 – 19 de junho de 1915 — Ajudante-general, Tenente-general príncipe Féliques Iussúpov
- julho de 1915 – setembro de 1915 — General de Infantaria Pyotr Olkhovski
- 22 de setembro de 1915 – 1.º de março de 1917 — General de Artilharia Iosif Mrozovski
- março de 1917 – abril de 1917 — Tenente-coronel (a partir de abril de 1917, coronel) Aleksandr Gruzinov
- 31 de maio de 1917 – 30 de agosto de 1917 — Coronel Aleksandr Verkhovski
- setembro de 1917 – novembro de 1917 — Tenente-coronel (a partir de 15 de setembro de 1917, coronel) Konstantin Riabtsev
- novembro de 1917 – fevereiro de 1919 — Nikolai Muralov
- março de 1919 – junho de 1919 — Sergei Natsarenus
- junho de 1919 – dezembro de 1920 — Aleksandr Burdukov
- dezembro de 1920 – fevereiro de 1921 — Pavel Petriaiev
- março de 1921 – abril de 1924 — Nikolai Muralov
- 11 de abril de 1924 – novembro de 1925 — Kliment Vorochilov
- 13 de novembro de 1925 – 5 de maio de 1927 — Gueorgui Bazilievitch
- maio de 1927 – janeiro de 1928 — Boris Chapochnikov
- janeiro de 1928 – novembro de 1928 — Nikolai Kuibyshev[7]
- novembro de 1928 – novembro de 1929 — Ieronim Uborevitch
- novembro de 1929 – setembro de 1935 — Avgust Kork
- outubro de 1935 – junho de 1936 — Comandante de corpo Boris Gorbatchov
- junho de 1936 – junho de 1937 — Comandante de exército de primeira classe Ivan Panfilovitch Belov
- junho de 1937 – agosto de 1940 — Marechal da União Soviética Semion Budionny
- 15 de agosto de 1940 – 25 de junho de 1941 — General do Exército Ivan Tyulenev
- 30 de junho de 1941 – junho de 1947 — Tenente-general (a partir de janeiro de 1942, Coronel-general) Pavel Artemiev
- junho de 1947 – maio de 1949 — Marechal da União Soviética Kirill Meretskov
- maio de 1949 – junho de 1953 — Coronel-general Pavel Artemiev
- junho de 1953 – outubro de 1960 — Coronel-general (a partir de agosto de 1953, General do Exército; a partir de março de 1955, Marechal da União Soviética) Kiril Moskalenko
- outubro de 1960 – março de 1963 — General do Exército (a partir de abril de 1962, Marechal da União Soviética) Nikolai Krylov
- março de 1963 – junho de 1968 — General do Exército Afanasy Beloborodov
- junho de 1968 – julho de 1972 — Coronel-general Evgueni Ivanovsky
- julho de 1972 – novembro de 1980 — Coronel-general (a partir de outubro de 1977, General do Exército) Vladimir Govorov
- novembro de 1980 – julho de 1985 — Coronel-general (a partir de novembro de 1981, General do Exército) Pyotr Lushev
- julho de 1985 – maio de 1988 — General do Exército Vladimir Arkhipov
- maio de 1988 – janeiro de 1989 — General do Exército Konstantin Kochetov
- fevereiro de 1989 – agosto de 1991 — Coronel-general Nikolai Kalinin
- agosto de 1991 – junho de 1992 — Tenente-general (a partir de outubro de 1991, Coronel-general) Vladimir Toporov
- julho de 1992 – abril de 1999 — Coronel-general Leonti Kuznetsov
- abril de 1999 – março de 2001 — Coronel-general Igor Puzanov
- julho de 2001 – junho de 2005 — Coronel-general (a partir de 2004, General do Exército) Ivan Efremov
- junho de 2005 – fevereiro de 2009 — Coronel-general (a partir de 2007, General do Exército) Vladimir Bakin
- fevereiro de 2009 – dezembro de 2010 — Herói da Federação Russa, Coronel-general Valeri Gerasimov[22]
- desde maio de 2024 — Coronel-general Sergei Kuzovlev

### Chefes do Estado-Maior do Distrito
- agosto de 1864 – março de 1866 — Tenente-general Nikolai Baumgart
- março de 1866 – agosto de 1875 — Major-general (a partir de março de 1871, Tenente-general) Khristofor Roop
- agosto de 1875 – março de 1876 — Major-general Anton Korevo[i][23]
- abril de 1876 – maio de 1879 — Major-general Nikolai Makhotin
- maio de 1879 – março de 1893 — Tenente-general Sergei Dukhovski
- março de 1893 – março de 1895 — Tenente-general Mikhail Dukhonin
- março de 1895 – junho de 1904 — Tenente-general (a partir de dezembro de 1903, General de infantaria) Leonid Sobolev
- junho de 1904 – setembro de 1907 — Major-general (a partir de abril de 1905, Tenente-general) Barão Evgueni Rausch von Traubenberg
- novembro de 1907 – dezembro de 1909 — Major-general (a partir de abril de 1908, Tenente-general) Ferdinand Webel
- dezembro de 1909 – setembro de 1912 — Tenente-general Nikolai Protopopov
- outubro de 1912 – julho de 1914 — Major-general Evgueni Miller
- julho de 1914 – fevereiro de 1917 — Interino: Major-general Nikolai Oboleshev[24]
- março de 1917 — Interino: Coronel Vonsik
- março de 1917 – julho de 1917 — Major-general Boris Okunkov
- julho de 1917 – setembro de 1917 — Tenente-coronel Konstantin Riabtsev
- setembro de 1917 – novembro de 1917 — Interino: Tenente-coronel Kobezski
- novembro de 1917 — A. Morozov
- janeiro de 1918 – abril de 1918 — Aleksandr Burdukov
- abril de 1918 – setembro de 1918 — Aleksei Grishinski
- setembro de 1918 – maio de 1919 — Andrei Kadoshnikov
- maio de 1919 – dezembro de 1919 — V. V. Novikov
- dezembro de 1919 – janeiro de 1921 — Vassili Bogolepov
- janeiro de 1921 – março de 1921 — V. I. Shishkin
- março de 1921 – abril de 1924 — Andrei Kadoshnikov
- maio de 1919 – dezembro de 1919 — Mikhail Alafuzo
- abril de 1924 – outubro de 1928 — Aleksei Peremytov
- outubro de 1928 – fevereiro de 1931 — Evgueni Shilovski
- fevereiro de 1931 – maio de 1932 — Kirill Meretskov
- maio de 1932 – maio de 1933 — Semion Ventsov-Krants
- maio de 1933 – março de 1935 — Abram Volpe
- março de 1935 – maio de 1936 — Comandante de divisão Vassili Stepanov
- maio de 1936 – junho de 1937 — Comandante de divisão Aleksei Peremytov
- junho de 1937 – abril de 1938 — Comandante de brigada Aleksei Antonov
- abril de 1938 – fevereiro de 1941 — Comandante de divisão (a partir de dezembro de 1939, Comandante de corpo; junho de 1940, Tenente-general) Vassili Sokolovski
- fevereiro de 1941 – junho de 1941 — Major-general Gavriil Shishenin
- junho de 1941 – março de 1944 — Comandante de brigada (a partir de outubro de 1941, Major-general) Ivan Sergeevitch Belov
- abril de 1944 – julho de 1947 — Major-general Andrei Kharitonov
- julho de 1947 – julho de 1953 — Coronel-general Leonid Sandalov
- julho de 1953 – março de 1956 — Coronel-general Semion Ivanov
- março de 1956 – janeiro de 1960 — Tenente-general Vladimir Baskakov
- janeiro de 1960 – julho de 1964 — Tenente-general (a partir de abril de 1964, Coronel-general) Sergei Sokolov
- julho de 1964 – agosto de 1968 — Tenente-general das forças blindadas Aleksei Dementiev
- agosto de 1968 – dezembro de 1972 — Tenente-general Mikhail Golovnin
- fevereiro de 1973 – janeiro de 1977 — Tenente-general Fiódor Rykalov
- janeiro de 1977 – dezembro de 1982 — Tenente-general (a partir de abril de 1982, Coronel-general) Aleksei Bezotosov
- dezembro de 1982 – agosto de 1984 — Tenente-general Viktor Skokov
- agosto de 1984 – dezembro de 1986 — Tenente-general Iuri Shatalin
- janeiro de 1987 – maio de 1988 — Major-general (a partir de maio de 1987, Tenente-general) Valeri Fursin
- maio de 1988 – maio de 1990 — Tenente-general Leonti Kuznetsov
- maio de 1990 – novembro de 1996 — Coronel-general Leonid Zolotov
- novembro de 1996 – agosto de 1999 — Coronel-general Ivan Efremov
- setembro de 1999 – dezembro de 2002 — Herói da Federação Russa, Coronel-general Nikolai Makarov
- janeiro de 2003 – abril de 2009 — Coronel-general Viktor Shemetov
- abril de 2009 – março de 2011 — Tenente-general Vladimir Zarudnitski

### Comandantes adjuntos

#### Primeiros vice-comandantes do distrito
- outubro de 1945 – julho de 1946 — tenente-general Filipp Starikov
- julho de 1947 – julho de 1950 — tenente-general Sergei Vladimirovitch Sokolov
- fevereiro de 1951 – abril de 1953 — tenente-general Aleksandr Ksenofontov
- julho de 1953 – maio de 1954 — tenente-general (promovido a coronel-general em agosto de 1953) Pavel Batitski
- junho de 1955 – janeiro de 1958 — tenente-general das tropas blindadas Vassili Butkov
- janeiro de 1958 – novembro de 1965 — tenente-general (promovido a coronel-general em junho de 1965) Gueorgui Romanov
- dezembro de 1965 – maio de 1968 — tenente-general das tropas blindadas (promovido a coronel-general em outubro de 1967) Evgueni Ivanóovski
- março de 1969 – outubro de 1975 — tenente-general Vassili Diatlenko
- julho de 1986 – abril de 1988 — tenente-general Igor Rodionov
- maio de 1988 – julho de 1992 — tenente-general Anatoli Golovnev
- julho de 1992 – abril de 1999 — tenente-general Igor Puzanov

Vice-comandantes para logística
- 1982–1985 — major-general Viktor Mirgorodski
- novembro de 1991 – julho de 1992 — tenente-general Vladimir Churanov

Chefes das tropas blindadas e motorizadas do distrito
- janeiro de 1938 – janeiro de 1942 — major-general das tropas blindadas Nikolai Chetverikov (Faleceu em 7 de janeiro de 1942 de tuberculose pulmonar na cidade de Chebarkul.)